# Věra Müllerová (orientační běžkyně)
Věra Müllerová (* 1990 Vamberk) je bývalá česká reprezentantka v orientačním běhu. Mezi její největší úspěchy patří 3 medaile z dorosteneckých mistrovství Evropy a deváté místo ze závodu štafet na juniorském mistrovství světa 2010 v dánském Aalborgu. V současnosti běhá převážně v Dánsku za Farum Orienteringsklub (FOK).

## Sportovní kariéra

### Umístění na MS a ME
| Přehled úspěchů na Mistrovství Evropy dorostu | Přehled úspěchů na Mistrovství Evropy dorostu | Přehled úspěchů na Mistrovství Evropy dorostu | Přehled úspěchů na Mistrovství Evropy dorostu | Přehled úspěchů na Mistrovství Evropy dorostu |
| Mistrovství Evropy dorostu                    | Long                                          | Sprint                                        | Štafety                                       |                                               |
| --------------------------------------------- | --------------------------------------------- | --------------------------------------------- | --------------------------------------------- | --------------------------------------------- |
| Škofja-Loka 2006                              | 8. místo                                      | 2. místo                                      | 1. místo                                      |                                               |
| Solothurn 2008                                | 12. místo                                     | 19. místo                                     | 3. místo                                      |                                               |

| Přehled úspěchů na Mistrovství světa juniorů | Přehled úspěchů na Mistrovství světa juniorů | Přehled úspěchů na Mistrovství světa juniorů | Přehled úspěchů na Mistrovství světa juniorů | Přehled úspěchů na Mistrovství světa juniorů |
| Mistrovství světa juniorů                    | Long                                         | Sprint                                       | Middle                                       |                                              |
| -------------------------------------------- | -------------------------------------------- | -------------------------------------------- | -------------------------------------------- | -------------------------------------------- |
| Aalborg 2010                                 | 29. místo                                    | 42. místo                                    | 30. místo                                    |                                              |

### Umístění na MČR
| Umístění na Mistrovství České republiky v orientačním běhu | Umístění na Mistrovství České republiky v orientačním běhu | Umístění na Mistrovství České republiky v orientačním běhu | Umístění na Mistrovství České republiky v orientačním běhu | Umístění na Mistrovství České republiky v orientačním běhu | Umístění na Mistrovství České republiky v orientačním běhu | Umístění na Mistrovství České republiky v orientačním běhu | Umístění na Mistrovství České republiky v orientačním běhu |
| Ročník                                                     | Kategorie                                                  | Klasická trať                                              | Krátká trať                                                | Sprint                                                     | Dlouhá trať                                                | Noční                                                      | Členství v klubu                                           |
| ---------------------------------------------------------- | ---------------------------------------------------------- | ---------------------------------------------------------- | ---------------------------------------------------------- | ---------------------------------------------------------- | ---------------------------------------------------------- | ---------------------------------------------------------- | ---------------------------------------------------------- |
| MČR 2004                                                   | D16 – mladší dorostenky                                    | 21. místo                                                  | 54. místo                                                  | 20. místo                                                  |                                                            |                                                            | OOB Vamberk                                                |
| MČR 2005                                                   | D16 – mladší dorostenky                                    | 7. místo                                                   | 11. místo                                                  | 4. místo                                                   |                                                            |                                                            | SOOB Spartak Rychnov n.Kn.                                 |
| MČR 2006                                                   | D16 – mladší dorostenky                                    | 3. místo                                                   | 3. místo                                                   | 3. místo                                                   |                                                            |                                                            | SOOB Spartak Rychnov n.Kn.                                 |
| MČR 2007                                                   | D18 – starší dorostenky                                    | 13. místo                                                  | 3. místo                                                   | 5. místo                                                   |                                                            |                                                            | SOOB Spartak Rychnov n.Kn.                                 |
| MČR 2008                                                   | D18 – starší dorostenky                                    | 1. místo                                                   | 1. místo                                                   | 2. místo                                                   | 1. místo                                                   |                                                            | SOOB Spartak Rychnov n.Kn.                                 |
| MČR 2009                                                   | D20 – juniorky                                             | 9. místo                                                   | 11. místo                                                  | 12. místo                                                  |                                                            | 7. místo                                                   | OOB Vamberk                                                |
| MČR 2010                                                   | D20 – juniorky                                             | 3. místo                                                   | 7. místo                                                   | 2. místo                                                   |                                                            |                                                            | OOB Vamberk                                                |
| MČR 2011                                                   | D21 – ženy                                                 | 19. místo                                                  | 23. místo                                                  | 24. místo                                                  |                                                            |                                                            | OOB Vamberk                                                |
| MČR 2014                                                   | D21 – ženy                                                 |                                                            | 11. místo                                                  |                                                            |                                                            |                                                            | OOB Vamberk                                                |
| MČR 2015                                                   | D21 – ženy                                                 |                                                            | 10. místo                                                  | 7. místo                                                   |                                                            |                                                            | OOB Vamberk                                                |
| MČR 2017                                                   | D21 – ženy                                                 |                                                            |                                                            | 18. místo                                                  |                                                            |                                                            | OOB Vamberk                                                |